# أولاد علي بولعوان (بولعوان)
أولاد علي بولعوان هي إحدى مشيخات المملكة المغربية، تتبع جغرافيا لإقليم الجديدة وإداريًا لبولعوان. يقدر عدد سكانها بـ 10611 نسمة حسب الإحصاء الرسمي للسكان والسكنى لسنة 2004.